# Коса
Вижте пояснителната страница за други значения на Коса.
Коса̀ (на латински: Pilus) се нарича космената покривка на главата при хората. В частност терминът може да се използва и за обозначаване на космената покривка на останалите части от човешкото тяло. Косата представлява струпване на косми от тялото, израстващи на голяма гъстота на единица площ, обикновено с еднакъв размер и цвят.
Отношението към косата, изразяващо се в направа на прическа или епилация, се различава значително в различните култури и исторически периоди, но често се използват за обозначаване на личните убеждения на едно лице, неговото социално положение, възраст, пол или религия.

## Структура
Косата е съвкупност от косми върху скалпа на човека. Космите на косата притежават различна структура сравнени с косми от други части на тялото.

## Цвят
Цветът на косата се определя от цвета на космите, които я съставляват. 75% от човешката популация в света има естествено тъмна или черна коса. 22% имат кафява коса, 2% – руса, 1 – 2% – рижа. При напредване на възрастта космите побеляват и придават сив и дори бял цвят на косата. Цветът ѝ може да бъде променен изкуствено посредством нанасянето на бои.
При хората меланинът е една от причините за естествената пигментация на кожата, косата, ириса на окото, костния мозък, зона ретикуларис на надбъбречната жлеза, ивицата вазкуларис във вътрешното ухо и др. В кожата на човека меланинът се съхранява и произвежда от специални клетки, наречени меланоцити. Всички хора имат приблизително еднакъв брой меланоцити, но при хората с по-тъмна кожа се произвежда по-голямо количество пигмент.
Липсата на меланин е причина за състоянието албинизъм, при което пигмент не се произвежда, или заболяването витилиго, при което пигмент липсва само в определени участъци по кожата, окосмяването и ириса.

## Типове
В зависимост от степента на къдравост на косъма косите могат да бъдат къдрави, чупливи, прави и различни други вариации на посочените.
Правата коса има идеално кръгъл косъм, колкото по овален става косъма, толкова по чуплива става косата, като стига до къдрава.

## Дължина
Дължината на косата и в частност формата и допълнителен цвят, с който са боядисани космите ѝ се нарича прическа. Дължината варира от пълна липса на космена покривка на главата до коса, достигаща размери измерващи се с десетки сантиметри.

## Гъстота
Гъстотата на косата се определя от броя на космите растящи на единица площ. Обикновено тази величина е в рамките на 250 – 300 косъма/см2. Гъстотата е различна и при различните цветове на косата. При русите коси техният брой е 120 хиляди, при тъмните коси е 100 хиляди, а при рижите коси е 80 хиляди.

## Растеж
Косата израства с 1,25 см. на месец, но обикновено това зависи от сезона и хормоналния баланс на организма. Изследванията сочат, че тя расте по-бързо през лятото и светлата част на денонощието.

## Опадане
Нормално космите на косата се подновяват постоянно. Например при децата може ежедневно да падат около 50 – 80 бр. косми от косата, а при възрастните хора техния брой е приблизително 150 – 200 бр. С напредването на възрастта при мъжете опадането на косата може да се дължи на промяна на хормоналния баланс и генетична предразположеност. Опадането на косата може да се дължи и на редица заболявания на кожата, нарушения в обмяната на веществата, а също и от неправилна поддръжка.

## Заболявания на косата
Това могат да бъдат различни фактори водещи до разреждане или пълно опадване на косата, загуба на блясъка и нарастване на чупливостта на косъма. Могат да бъдат заболявания от различно естество – нарушения в хормоналния баланс, екто и ендопаразити, гъбички. Нарушения на целостта на косата могат да се проявят и при редица заболявания на организма както и от механични повреди в резултат на изгаряне, често боядисване и други.

## Космена покривка на тялото
Обикновено космената покривка на тялото се появява след настъпването на полова зрялост и е част от вторичните полови белези за двата пола. Пубисната област и под мишниците и при двата пола се покриват с космена покривка. Обикновено гъстотата ѝ при мъжете е по-голяма. В по-малка степен косми израстват и по крайниците, а при мъжете и по кожата на лицето, гърдите, корема, а понякога и по гърба.